# Sambhali Trust
Sambhali Trust ist eine Non-Profit-Organisation mit Sitz in Jodhpur, deren Schwerpunkt in der Entwicklung und Stärkung von Frauen und Mädchen im Bundesstaat Rajasthan liegt.

## Ziel
Ziel der Organisation ist es, benachteiligten Frauen und Mädchen durch verschiedene Bildungsangebote einen Weg zur finanziellen Unabhängigkeit zu verschaffen. Den Frauen werden Grundkenntnisse in Hindi, Englisch und Mathematik vermittelt. Des Weiteren werden Programme zur Stärkung des Selbstbewusstseins und des Selbstwertgefühls angeboten.

## Organisation
Sambhali Trust wurde am 16. Juni 2007 von Govind Singh Rathore gegründet und seitdem auch von ihm geleitet. Zu dem anfänglich einzigen Projekt kamen viele weitere Projekte hinzu, sodass inzwischen 14 Projekte existieren. Hierdurch können über 800 Frauen in Jodhpur unterstützt werden. Finanziert wird Sambhali Trust größtenteils über Spenden aus dem Ausland. Unterstützung bekommt der Trust auch über viele Freiwillige aus aller Welt, die den benachteiligten Frauen vor Ort helfen möchten. Ein weiteres finanzielles Standbein ist die Sambhali Boutique im Zentrum Jodhpurs, wo die im Sambhali Graduates’ Sewing Centre hergestellten Produkte verkauft werden. Hier kann man verschiedene Kleidungsstücke, Accessoires und bestickte Textilien erwerben.

## Projekte
Sambhali Trust verfügt über diverse Projekte im Bereich Bildung, Aufklärung, Selbsthilfe, sowie Selbstverteidigung. Es gibt 7 Empowerment-Zentren, ein „boarding home“ für junge Mädchen aus den benachbarten Dörfern, die hier eine Schulausbildung erhalten, sowie eine ganzheitliche Betreuung. Ein weiteres Projekt ist das „No-bad-touch-Projekt“, das im April 2014 startete. Es beschäftigt sich mit der Aufklärung in verschiedenen Schulen in Jodhpur über das Thema sexuelle Belästigung. Bereits nach wenigen Monaten wurden über 20 private und öffentliche Schulen besucht und über 2000 Schüler aufgeklärt. Das neueste Projekt ist eine kostenlose Helpline für Frauen, die häusliche Gewalt und Diskriminierung erfahren haben und dringend Hilfe benötigen. Dieses Projekt startete in Zusammenarbeit mit der Polizei vor Ort.

## Geschichte
Govind Singh Rathore wurde mit 14 Jahren, als sein Vater plötzlich verstarb, zum Oberhaupt der Familie erklärt. In der patriarchalischen Gesellschaft haben Witwen fast keine Rechte. Angesichts dessen wurde seine Mutter anschließend von ihren Freunden missachtet und aus deren Gesellschaft ausgeschlossen. Govind Singh Rathore erkannte, wie wichtig es ist, Frauen zu helfen, die in einer ähnlichen Lage wie seine Mutter sind. Mit 20 Jahren begann er deshalb, einigen Mädchen der Dalit-Gemeinschaft das Lesen und Schreiben beizubringen. Das Interesse der Mädchen am kostenlosen Unterricht war sehr groß, der Zulauf der Schülerinnen wuchs stetig. Sechs Monate später war mit Hilfe seiner Familie und seinen Freunden Sambhali Trust geboren.

## Presseberichte und Auszeichnungen

### Presseberichte
- Times of India/Times Now – http://www.timesnow.tv – vom 8. November 2013 An endeavour to make women enterprising
- Stuttgarter Wochenblatt vom 15. Mai 2013: Ich war schon immer eine Weltenbummlerin
- Reutlinger General-Anzeiger vom 28. März 2013: Perspektivenwechsel – Mössingerin in Indien
- Berliner Morgenpost vom 27. März 2013: Ich will etwas tun
- Neue Westfälische vom 4. März 2013: Als „Aupair-Oma“ in Indien
- Schwarzwälder Bote, 5. Januar 2013: Den „Unberührbaren“ eine Zukunft geben
- Plus Magazin, Januar 2013: Indien hat mich verändert
- Stuttgarter Zeitung, 8. Dezember 2012: Drei Monate, die das Leben verändern
- LizzyNet – Freiwilligendienst und Kulturschock in Indien
- globalroomforwomen – Sambhali Trust Promotes Economic Independence Among Girls Through Vocational Training
- gruenderfreunde vom 4. Dezember 2014 – amodini – Fair Trade-Shopping mit Stil

### Auszeichnungen
- 15. Juni 2011 für Stärkung der Frauen in Indien durch die Königin von England
- 25. Dezember 2011: für Stärkung von Frauen und Mädchen geehrt durch Maharaja Sh. Gaj Singh ji von Marwar
- 13. März 2012: für Selbsthilfe, nachhaltige Entwicklung und Bildung durch den Direktor der Abteilung Frauen- und Kinderentwicklung Shetriya Svyam Sahayata Samooh Sandharb evam orashikshan Kendra in Jodhpur am internationalen Frauentag
- 1. August 2012: für Stärkung der Frauen von Maharaja Sh. Gaj Singh ji von Marwar in Jodhpur
- 13. März 2013: für die Stärkung der Dalit Gemeinschaft und sozialer Arbeit von Sh. Gajendra Singh Saheb Khimsar
- 15. August 2013: für die Unterstützung und Stärkung der Frauen aus der Dalit Gemeinschaft[10]